# ورنیروویتسه
ورنیروویتسه (به چکی: Vernířovice) یک منطقهٔ مسکونی در جمهوری چک است که در شهرستان شومپرک واقع شده‌است.
 ورنیروویتسه ۳۳٫۲۹ کیلومتر مربع مساحت و ۱۹۲ نفر جمعیت دارد و ۵۲۴ متر بالاتر از سطح دریا واقع شده‌است.